# Sybra borchmanni
Sybra borchmanni là một loài bọ cánh cứng trong họ Cerambycidae.